# Krvavec toten

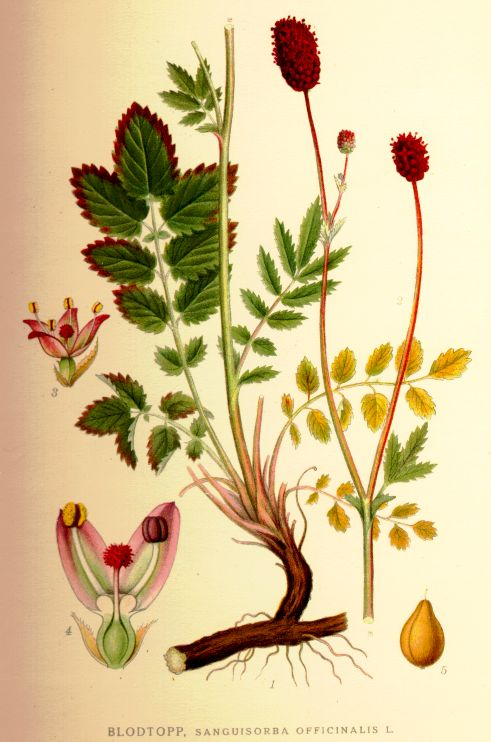
Nákres krvavce totenu

Krvavec toten (Sanguisorba officinalis), lidově kominíček, je planě rostoucí rostlina, druh náležející do rodu krvavec. Tato vytrvalá bylina s poněkud neobvyklým květenstvím je rozšířena na severu Eurasie, kde roste od západní Evropy až po Kamčatku, severovýchodní Čínu, Japonsko a následně i v pacifické oblasti Severní Ameriky. V České republice je krvavec toten téměř na celém území hojný, vyskytuje se od nížin až po horské oblasti, ve vyšších polohách se však objevuje řidčeji.

## Ekologie
Rostlina vlhkých, listnatých lesů a jejich okrajů, mokrých nehnojených luk, pastvin, břehů vodních nádrží a toků. Preferuje hluboké, střídavě vlhké půdy s kolísající hladinou spodní vody, které jsou hlinité až jílovité, mírně zásadité a chudé na dusík. Rostliny kvetou od května do srpna, plody dozrávají do konce října.

## Popis
Vytrvalá bylina s až 1 m vysokou lodyhou, která je přímá, jemně rýhovaná, lysá a v horní části větvená. Vyrůstá z téměř 3 cm tlustého a 15 cm dlouhého, válcovitého a hodně rozvětveného oddenku. Listy v řídké přizemní růžici mají až 20 cm řapíky, jsou dlouhé 20 až 40 cm, lichozpeřené a obvykle čtyř- až sedmijařmé. Jejich lístky s krátkými řapíčky jsou vejčité až kopinaté, až 6 cm dlouhé, po obvodě pilovité, na vrcholu okrouhlé či špičaté, na líci tmavě a na rubu šedě zelené. Málo početné střídavě rostoucí lodyžní listy jsou podobné listům přízemním, jsou však menší a často jen trojjařmé.
Drobné, oboupohlavné květy vytvářejí hustý, konečný, válcovitý klas, až 3 cm dlouhý a 1,5 cm široký. Klas je z počátku kulovitý a připomíná hlávku, později se znatelně prodlužuje. Jeho kopinaté listeny a kratší vejčité listence jsou rezavě hnědé a suchoblanité. Z hustě směstnaných květů se nejdříve rozvíjejí květy nejvyšší a naposled květy spodní.
Květ má vejčitou číšku a které vyrůstají čtyři kališní lístky, jsou široce kopinaté až vejčité a mají barvu tmavě purpurovou až krvavě červenou a v dolní části zelenou. Květ nemá korunu. Čtyři tyčinky čnící z kalichu mají červené nitky a žluté prašníky. Pestík obsahuje jedno vajíčko a má čnělku zakončenou hlavičkovitou bliznou s výstupky. Vespod číšky je prstencové nektarium lákající opylující hmyz, hlavně dvoukřídlé a motýly. 
Plod je podélně žebrovatá nažka zasazená ve tmavě hnědé vytrvalé číšce. Rostliny se rozšiřují rozrůstáním oddenků a nažkami roznášenými větrem.

## Význam
Krvavec toten obsahuje ve svém oddenku hodně saponinů, tříslovin, flavonoidů a fytoncidních látek. Nálev ze sušeného oddenku se používá v lidovém léčitelství, působí antisepticky, protizánětlivě, má antibakteriální účinky a může napomoci zástavě krvácení. Čerstvá nať zase slouží při léčbě nehojících se povrchových ran a křečových žil.
Krvavec toten je jedinou živnou rostlinou housenek motýlů modráska očkovaného a modráska bahenního, kteří jsou v České republice považováni za silně ohrožené druhy (EN).
Původní obyvatelé Sibiře, například Jakuti, Evenkové a Čukčové, ale také severoameričtí indiáni, například Kríové a Odžibvejové, jedí oddenky krvavce vařené jako zeleninu, nebo je suší a připravují z nich bylinkové čaje. Oddenky jsou důležitou potravou hraboše severního, který si z nich na podzim vytváří zásoby. Jakuti a další původní obyvatelé Sibiře hraboší zásobárny vykopávali a vybírali z nich krvavcové oddenky.

## Etymologie
České jméno rodu „krvavec“ pochází ze schopnosti zastavovat krvácení a druhové jméno „toten“ vzniklo ze staročeského výrazu pro bubnování, neboť jeho květenství se podobají paličkám k bubnu.

## Galerie

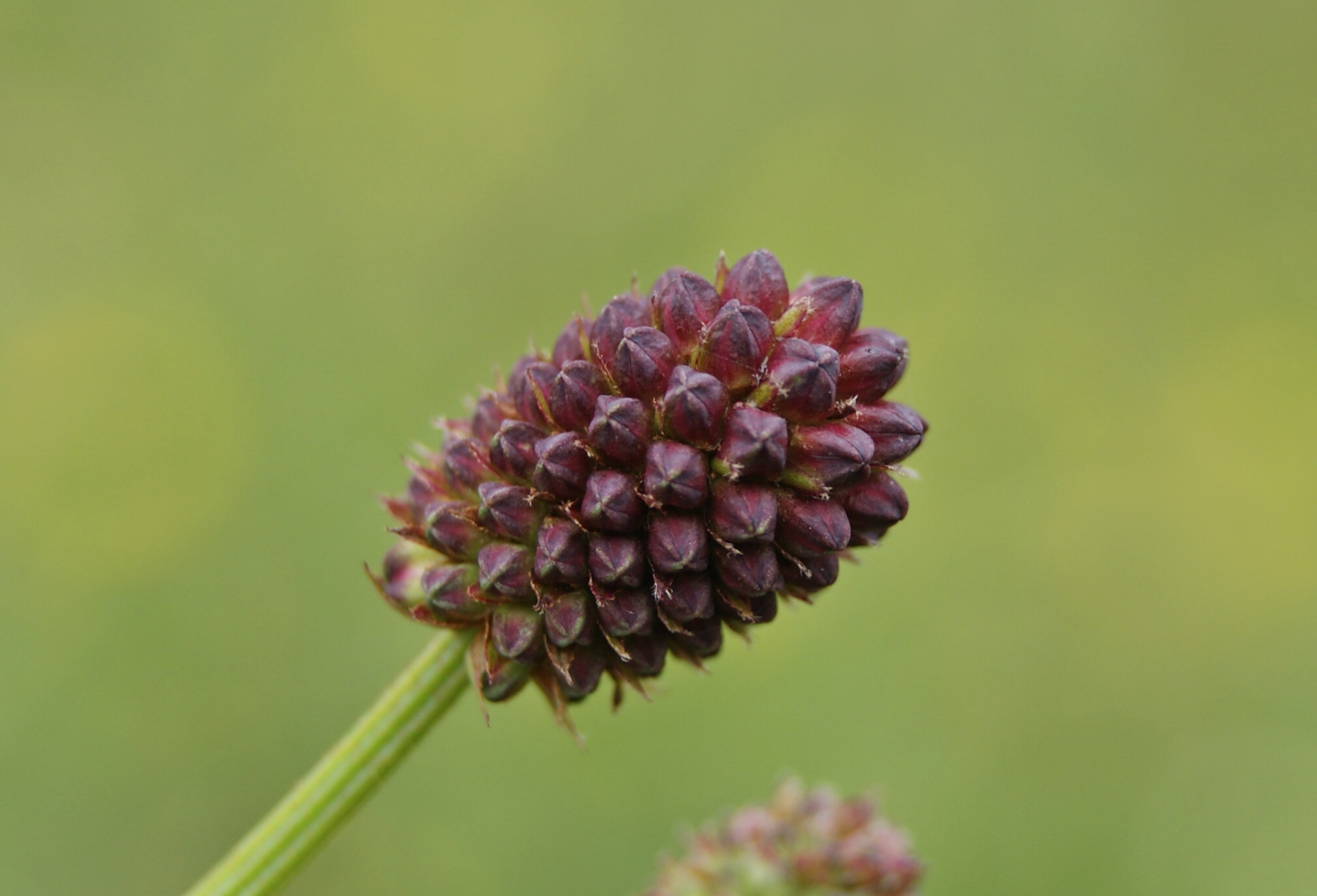
Květenství s nerozvitými květy
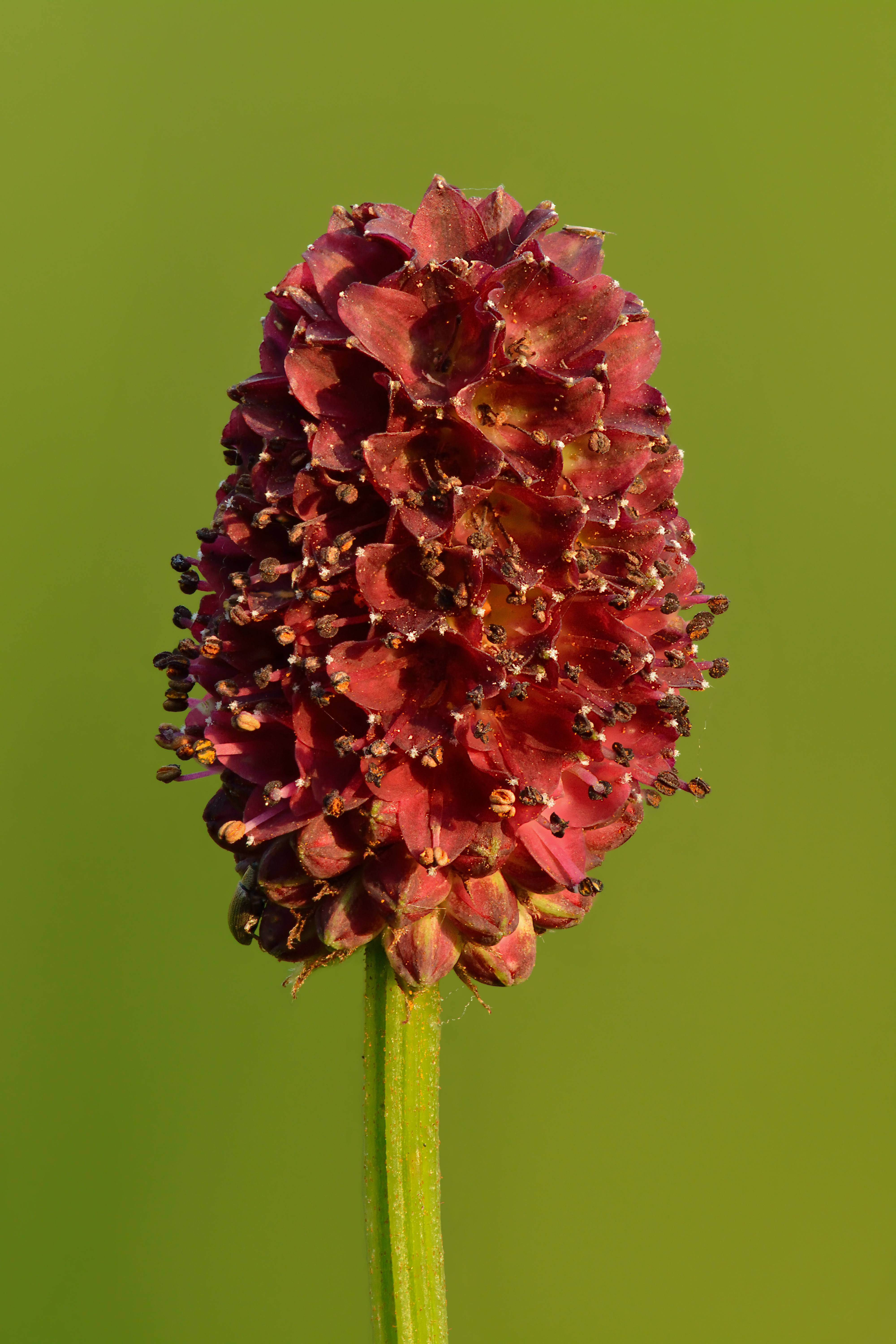
Květenství s rozvitými květy
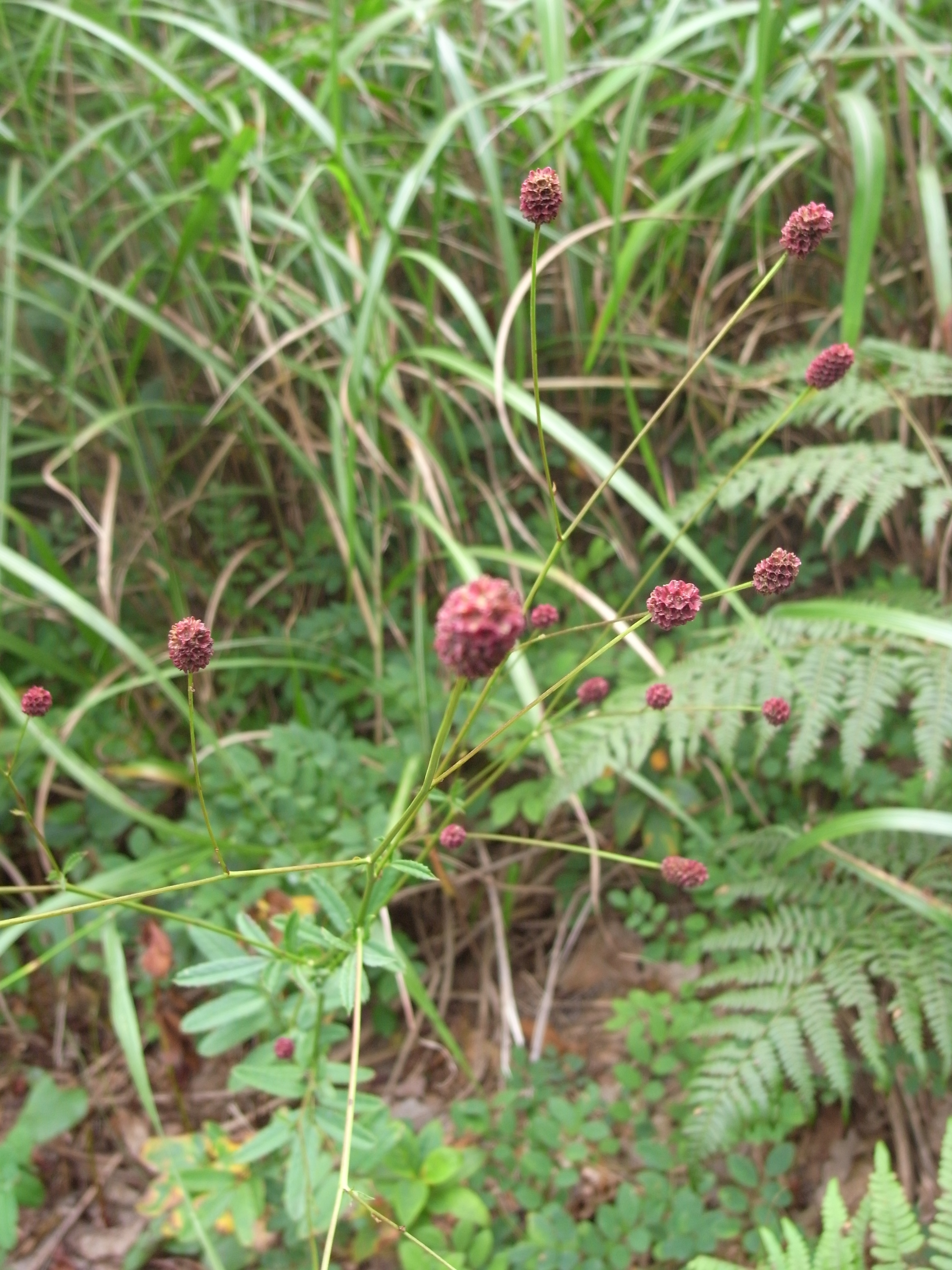
Zpeřené listy
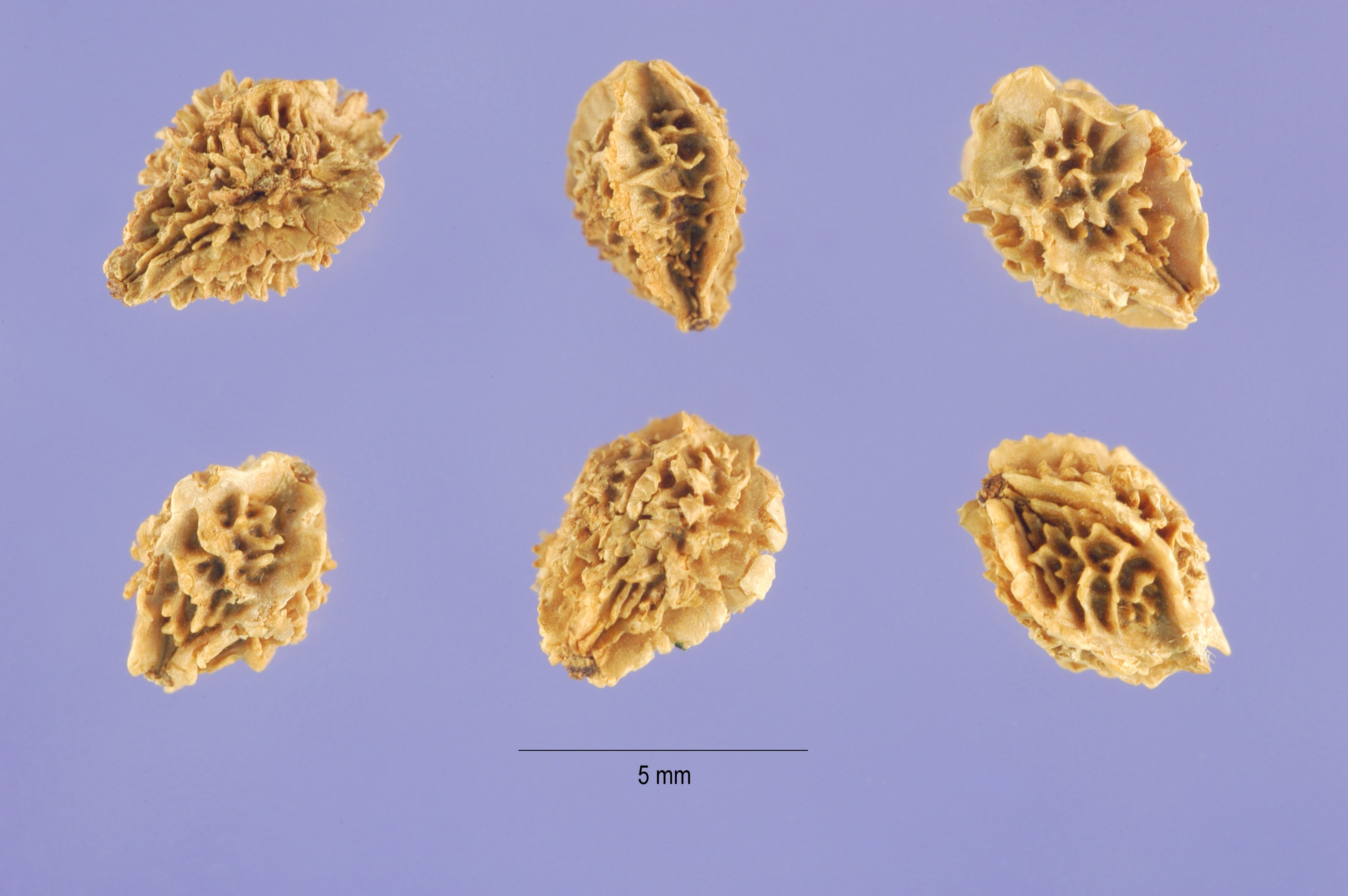
Nažky